# ديمتريوس فيرفيليس
ديمتريوس فيرفيليس (بالألمانية: Dimitrios Ferfelis)‏ (5 أبريل 1993 بدلمنهورست في ألمانيا - ) هو لاعب كرة قدم ألماني في مركز الهجوم. لعب مع باس جيانينا وبي إي سي زفوله ونادي كوبلنتس.

## روابط خارجية
- ديمتريوس فيرفيليس على موقع قاعدة بيانات كرة القدم.إي يو (الإنجليزية)
- ديمتريوس فيرفيليس على موقع Soccerway.com (الإنجليزية)
- ديمتريوس فيرفيليس على موقع عالم كرة القدم.نت (الإنجليزية)